# Limnonectes fragilis
Limnonectes fragilis é uma espécie de anfíbio da família Ranidae.
É endémica da China.
Os seus habitats naturais são: florestas subtropicais ou tropicais húmidas de baixa altitude e rios.
Está ameaçada por perda de habitat.